# Hello World (film)
Hello World (jap. ハロー・ワールドる ハロー・ワールド, zapis stylizowany: HELLO WORLD) – japoński film animowany z 2019, stworzony przez studio Graphinica i wydany przez Tōhō. Reżyserem był Tomohiko Itō, a autorem scenariusza Mado Nozaki.
Na podstawie filmu powstały dwie mangi, wydane nakładem wydawnictwa Shūeisha.
Produkcja była nominowana do szeregu nagród, m.in. w kategorii Najlepsza Animacja na Międzynarodowym Festiwalu Filmowym w Szanghaju w 2019, w kategorii Najlepszy Pełnometrażowy Film Animowany na Katalońskim Międzynarodowym Festiwalu Filmowym w Sitges w 2020 oraz do nagrody filmowej Mainichi w kategorii Najlepszy Film Animowany w 2020. Zajęła również 3. miejsce w kategorii Film Animowany Roku na Anime Trending Awards w 2021.